# Laboratoire Aérodynamique Eiffel
Le Laboratoire Aérodynamique Eiffel est une soufflerie, située rue Boileau, au croisement avec la rue de Musset, dans le 16e arrondissement de Paris. Elle a été construite en 1912 par Gustave Eiffel pour remplacer la soufflerie qu'il possédait alors sur le Champ-de-Mars. Elle est classée monument historique depuis 1997.

## Historique
En 1912, Gustave Eiffel achève la construction du laboratoire situé au 67, rue Boileau à Paris dans le but de remplacer la soufflerie qu'il avait fait construire en 1909 sur le Champ-de-Mars. Le laboratoire est équipé d'une veine d'air de 22 m de diamètre pouvant atteindre la vitesse de 30 m/s et est d'abord utilisé pour effectuer des recherches sur les profils d'ailes d'avions.
Après 1945, le laboratoire diversifie son activité en étendant ses recherches au secteurs de l'industrie automobile, du génie civil (pour l'étude de la résistance au vent des constructions) et de la ventilation.
Depuis 1999, le laboratoire est devenu une filiale du Centre scientifique et technique du bâtiment.
Le laboratoire a notamment participé à la conception d'un futur quartier de la ville du Port à la Réunion, qui ambitionne d'utiliser le vent afin de refroidir naturellement les bâtiments pour un gain pouvant atteindre 4°C à l'intérieur. Aérodynamique Eiffel a également conçu l'Arena de Ouangani à Mayotte dans le même objectif de refroidissement naturel.
Le laboratoire est aussi régulièrement loué à des industriels de tous domaines afin de tester leurs maquettes.

## Partenaires de recherche
Le laboratoire entretient des partenariats de recherche avec plusieurs écoles d'ingénieur et d'architecture, dont les principales sont listées ci-dessous :
- Institut polytechnique des sciences avancées
- École nationale supérieure d'architecture de Normandie et de Paris Malaquais
- École nationale supérieure d'architecture de la Réunion
- Université de Florence
- IUT de Cachan[6]